# Пам'ятник Тарасові Шевченку (Рим)
Пам'ятник Тарасові Шевченку (італ. Monumento di Taras Shevchenko) — монумент, споруджений на честь українського поета, прозаїка, художника та етнографа Тараса Григоровича Шевченка в італійській столиці — Римі. Один із найнезвичайніших та найцікавіших скульптурних образів письменника у монументальному мистецтві.

## Історія
Оригінальний пам'ятник, який зображує Тараса Григоровича Шевченка в образі римського патриція, урочисто відкритий у 1973 році перед греко-католицьким Собором святої Софії. Автор монумента — італійський скульптор Уго Мацеї. За задумом автора пам'ятника, письменник зображений оратором, який, піднявши руку, звертається до присутніх.